# In a Moment Like This
„In a Moment Like This” (în engleză Într-un moment ca acesta) este o melodie compusă de Thomas Gustafsson, Henrik Sethsson și Erik Bernholm și interpretată de Chanée și N'evergreen, care a reprezentat Danemarca la Concursul Muzical Eurovision 2010. Melodia a câștigat competiția Dansk Melodi Grand Prix pe 6 februarie 2010.